# بطولة جنوب السودان لكرة القدم 2015
بطولة جنوب السودان لكرة القدم 2015 هو موسم من بطولة جنوب السودان لكرة القدم. فاز فيه نادي أطلع برة.